# Leonardo Reale
Leonardo Reale (Roma, 7 agosto 2008) è uno schermidore italiano, specializzato nella sciabola.

## Biografia
Nato a Roma fa parte del gruppo della Frascati Scherma e ha due fratelli e una sorella: Edoardo, Valerio e Matilde, anch'essi schermidori.

## Carriera

### Fase giovanile
Leonardo è un atleta che, fin da giovanissimo, è sempre stato al centro dell'attenzione a livello nazionale anche, e soprattutto, grazie a vari risultati nei campionati regionali e nei tornei nazionali.
A soli 14 anni inizia a partecipare alle varie tappe del circuito europeo Cadetto in cui ottiene, come miglior risultato, il 12esimo posto individuale a Eislingen e il quinto a squadre a Bucarest. Prende parte, nonostante la giovane età, alle varie competizioni internazionali Cadette più importanti: prende parte al campionato del mediterraneo Cadetto, svolto a Zagabria, in cui arriva primo a livello individuale vincendo la medaglia d'Oro battendo in finale il greco Pergamalis per 15-8. Arrivano poi i campionati europei Cadetti, svolti a Tallinn, in cui arriva sesto nella competizione individuale dopo aver perso ai quarti ma, nella competizione a squadre, vince la medaglia d'Oro dopo aver battuto in finale la Romania per 45-30 terminando con un +5. Al campionato del mondo Cadetto, svolto a Plovdiv, in cui giunge 11esimo nella competizione individuale.
Terminerà l'anno, a soli 15 anni compiuti, in 25esima posizione individuale nel ranking europeo Cadetti e alla quarta posizione a squadre.
Per quanto riguarda i campionati italiani partecipa alle competizioni nelle categorie Cadetti e Juniores: nella prima, a Padova, vince la medaglia d'Oro individuale battendo Francesco Pagano per 15-12 mentre, a livello Juniores, conquista la medaglia di Bronzo dopo aver perso in semifinale contro il fratello Edoardo per 15-10.
Terminerà l'anno in prima posizione nel ranking italiano a livello Cadetti e all'undicesimo posto a livello Giovani.

### 2024
Prende parte alle stesse competizioni dell'anno passato partendo dalle varie tappe del circuito europeo Cadetti in cui, in individuale, vince una medaglia d'Argento, a Eislingen, perdendo in finale contro lo statunitense Silas Choi per 15-11 e una di Bronzo a Barcellona dopo aver perso in semifinale contro il fratello Valerio alla stoccata decisiva il quale poi andrà a vincere la tappa spagnola; a squadre invece arriva sempre a podio vincendo due medaglie di Bronzo, a Godollo e a Eislingen, e quella d'Oro a Barcellona dopo aver battuto in finale la compagine tedesca. Partecipa poi al campionato europeo Cadetti, svolto a Napoli, in cui vince la medaglia d'Oro sia nella competizione individuale che in quella a squadre: in quella individuale la conquista dopo aver battuto in finale il turco Furkan Yaman alla stoccata decisiva; in quella a squadre la conquista dopo aver battuto i Bulgari in finale per 45-36 terminando con un positivo tra stoccate date e subite, in finale, di 6. Al campionato mondiale Cadetti, svolto a Riad, nella competizione individuale termina invece al 13esimo posto.
Finirà l'anno, nel ranking europeo Cadetto, in prima posizione a livello individuale e in seconda posizione a squadre.
Nel 2024 Prende poi anche parte a due tappe della Coppa del Mondo Juniores.  
Arrivano poi i campionati italiani in cui partecipa alle competizione nella categoria Cadetti, Juniores e Assoluti: le prime due svolte a Genova e, nella prima, vince la medaglia di Bronzo dopo aver perso in semifinale da Massimo Sibillo mentre, nella seconda, arriva nono a livello individuale; nella categoria Assoluti, a Cagliari, giunge 29esimo a livello individuale.
Terminerà l'anno, nel ranking nazionale, in prima posizione nella categoria Cadetti e in sesta a livello Giovani.

### 2025
Il 2025 è l'anno post-Olimpico e sarà un anno molto importante per Leonardo: inizia partecipando alle varie tappe del circuito europeo Cadetti prendendo, però, parte a meno tappe rispetto all'anno passato infatti partecipa solo a due di esse in cui, in individuale, vince la medaglia d'Oro e Eislingen e quella Bronzo a Budapest mentre, a squadre, vince la medaglia di Bronzo a Budapest. Partecipa poi al campionato europeo CadettI ad Adalia in cui, a livello individuale, arriva quinto perdendo ai quarti contro Andrea Tribuno mentre, a squadre, vince la medaglia d'Argento perdendo in finale contro la Turchia per 45-43 nonostante una finale terminata con un parziale di +11 stoccate. Per quanto riguarda il campionato mondiale Cadetti, svolto a Wuxi, arriva terzo in individuale dopo aver perso in semifinale contro il poi vincitore del torneo Emilio Gonzalez Paturzo.
Terminerà l'anno, nel ranking europeo Cadetti, alla quarta posizione individuale e alla terza a squadre.
Prende poi parte a molte tappe della Coppa del Mondo Juniores ottenendo bellissimi risultati: a livello individuale arriva sesto, quinto e terzo Dormagen mentre, nelle competizioni a squadre, vince la medaglia di Argento a Plovdiv e quella d'Oro a Dormagen. Prende poi parte anche alle competizioni internazionali Juniores e, al campionato europeo Juniores svolto ad Adalia, vince la medaglia di Bronzo dopo aver perso in semifinale contro il poi campione europeo Pavel Graudyn; competizione individuale che ha visto tre membri della famiglia Reale occupare le prime 7 posizioni. Nella competizione a squadre vince la medaglia d'Oro, assieme a Cosimo Bertini e ai fratelli Valerio ed Edoardo, dopo aver battuto in finale la Francia per 45-40 terminando con un +6 di parziale. Arrivano poi i campionati mondiali Juniores in cui, nella competizione individuale, arriva 12esimo e, in quella a squadre, vince la medaglia d'Argento, con lo stesso team del campionato europeo, dopo aver perso in finale conto gli U.S.A.
Questi risultati gli permetteranno di terminare l'anno, nel ranking FIE Juniores, al sesto posto individuale e al terzo a squadre.
Per quanto concerne i campionati italiani partecipa alle competizioni nella categoria Cadetti, Juniores e Assoluti. Le prime due sono svolte a Terni e, a livello individuale nei Cadetti, vince la medaglia d'Oro dopo aver battuto in finale Riccardo Maestri per 15-5 mentre, a livello individuale Juniores, giunge 12esimo. Per quanto riguarda la categoria Assoluti, a soli 16 anni, vince l'Oro individuale, a Piacenza, battendo in finale il fratello Edoardo alla stoccata decisiva diventando così il più giovane campione italiano di sempre.
I risultati gli permetteranno di terminare l'anno, nel ranking italiano, in prima posizione nella categoria Cadetti, in seconda a livello Giovani, in quarta a livello Under-23 e in quinta a livello Assoluti.   

## Palmarès

### Risultati élite
In carriera ha ottenuto i seguenti risultati: 
Campionati italiani
Individuale
- Oro nella sciabola a Piacenza 2025

A squadre

### Risultati giovani
Mondiali giovani
Individuale
A squadre
- Argento nella sciabola a Wuxi 2025

Mondiali cadetti
Individuale
- Bronzo nella sciabola a Wuxi 2025

A squadre
Europei juniores
Individuale
- Bronzo nella sciabola a Antalya 2025

A squadre
- Oro nella sciabola a Antalya 2025

Europei cadetti
Individuale
- Oro nella sciabola a Napoli 2024

A squadre
- Oro nella sciabola a Tallinn 2023
- Oro nella sciabola a Napoli 2024
- Argento nella sciabola a Antalya 2025

Campionati del mediterraneo cadetti
Individuale
- Oro nella sciabola  a Zagabria 2023

A squadre